# 彼女のいない時間
『彼女のいない時間』（かのじょのいないじかん、朝鮮語: 그녀가없는시간）は、2024年11月7日（6日深夜）から11月28日（27日深夜）まで、毎週木曜日の0時20分 - 0時52分（JST、水曜深夜）に放送されたメ〜テレと韓国・PH E&M制作のテレビドラマである
。全4話。

## キャスト

### 主要人物
チャ·ウンテ
演 -  キム・ヒョンジュン
学生時代に出会った日本人女性マイと結婚し、幸せな家庭を持っていたが妻が事故で亡くなった事をきっかけに記憶を失ってしまっている。
不思議な少女
演 - 天翔天音

## スタッフ
- 企画 - パク・ビョンゴン
- 監督 - 松岡達矢（メ～テレ）
- 脚本 - キム・ソンジン
- 撮影監督 - チュ・ギョンヨプ
- プロデューサー -  田中裕樹、 北川咲絵、チャン・ヒョンソク
- 制作プロダクション - PH E&M
- 制作著作 - PH E&M、メ～テレ

## 放送日程
| 話数  | 放送日   |
| ----- | -------- |
| 第1話 | 11月07日 |
| 第2話 | 11月14日 |
| 第3話 | 11月21日 |
| 第4話 | 11月28日 |

## 配信
- TVer - 地上波版見逃し配信
- Lemino - 配信限定版独占配信